# Улар
Улар (Tetraogallus) — рід куроподібних птахів родини фазанових (Phasianidae). Включає 5 видів. Поширені у гірських регіонах Азії.

## Опис
Усі п'ять видів є відносно великими птахами, схожими на рябчиків, з довгою шиєю та витягнутим відносно будови тіла тілом. Два види, тибетський та алтайський улари, мають білі черевця. Відповідно, кавказький, прикаспійський і гімалайський улари мають темний живіт. Найбільшим видом є гімалайський вид, який може досягати довжини тіла до 62 сантиметрів.
Статевий диморфізм виражений незначно. Самиці зазвичай мають дещо менш контрастне і тьмяне оперення і трохи менші за самців. Однак існує разюча різниця в тому, як вони рухаються, що допомагає розрізняти стать. Коли вони біжать, налякані самиці опускають свої хвостові пір'я вниз, а самці тримають хвостові пір'я горизонтально або навіть трохи піднімають їх. Самці, які захищають свою територію, навіть розправляють хвостове пір'я вгору, так що білувате підхвістя добре видно.
Оперення уларів дуже густе та щільне, що дозволяє їм пережити холодні зими в місцях проживання, де температура може опускатися до -40 °C. Через розмір тіла та будову крил вони не здатні злетіти з рівної поверхні.

## Види
- Улар тибетський (Tetraogallus tibetanus)
- Улар алтайський (Tetraogallus altaicus)
- Улар кавказький (Tetraogallus caucasicus)
- Улар прикаспійський (Tetraogallus caspius)
- Улар гімалайський (Tetraogallus himalayensis)